# Chicago XXXVI: Now
Chicago XXXVI: Now es un álbum de estudio de la banda de rock estadounidense Chicago, publicado el 4 de julio de 2014. Fue escrito y grabado entre 2013 y 2014. Para la grabación del mismo la banda estaba conformada por Robert Lamm,  Lee Loughnane, James Pankow y Walter Parazaider, acompañados de más de diez músicos de sesión adicionales. También es el último álbum de estudio que presenta al bajista / vocalista Jason Scheff, saxofonista Walter Parazaider, y baterista de toda la vida Tris Imboden; Scheff dejó la banda después de 31 años, dos años después desde que citó "razones de salud familiar" a principios de mayo de 2016 con Jeff Coffey reemplazándolo como su sucesor a mediados de octubre (antes de que Coffey fuera sucedido posteriormente por el tenor vocalista canadiense Neil Donell y el bajista Brett Simons a fines de 2018), Parazaider también se retiró de las giras debido a una afección cardíaca al año siguiente en 2017, ya que la banda ya no lo incluye como miembro en su sitio web actualizado a principios de julio de 2018 (aunque ahora aparecería en el "Tribute to Founding Members" de la banda junto con Cetera, Kath y Seraphine), Imboden dejó la banda en 2018 para concentrarse más en su tiempo familiar.

## Lista de canciones
| N.º | Título                         | Escritor(es)                      | Duración |  |
| 1.  | «Now»                          | Jason Scheff, Greg Barnhill       | 5:03     |  |
| 2.  | «More Will Be Revealed»        | Robert Lamm, Phil Galdston        | 5:11     |  |
| 3.  | «America»                      | Lee Loughnane                     | 4:04     |  |
| 4.  | «Crazy Happy»                  | Scheff, Lamm                      | 5:02     |  |
| 5.  | «Free at Last»                 | Keith Howland, Tris Imboden, Lamm | 5:13     |  |
| 6.  | «Love Lives On»                | Barnhill, Scheff, James Pankow    | 5:21     |  |
| 7.  | «Something's Coming, I Know»   | Gerry Beckley, Lamm               | 3:48     |  |
| 8.  | «Watching All the Colors»      | Lamm, Lou Pardini                 | 4:15     |  |
| 9.  | «Nice Girl»                    | Howland, Scheff, Imboden          | 4:02     |  |
| 10. | «Naked in the Garden of Allah» | Lamm, Hank Linderman              | 4:24     |  |
| 11. | «Another Trippy Day»           | John Van Eps, Lamm                | 4:04     |  |

## Créditos
- Robert Lamm – teclados, voz
- Lee Loughnane – trompeta
- James Pankow – trombón
- Walter Parazaider – saxofón